# Lost in Blue
Lost in Blue – komputerowa gra przygodowa stworzona i wydana w 2005 roku przez Konami na konsolę Nintendo DS. Lost in Blue jest kontynuacją serii Survival Kids, również autorstwa Konami, która koncentrowała się na walce o przetrwanie na bezludnej wyspie. 
Bohaterami gry jest dwoje nastolatków, Keith i Skye, którzy muszą przetrwać na dziewiczej wyspie. Lost in Blue wykorzystuje charakterystyczną dla konsoli obsługę rysika, a także funkcję mikrofonu. Gracz musi nauczyć się korzystać z zasobów naturalnych wyspy i stworzyć prowizoryczny dom. Sequel gry, Lost in Blue 2, został wydany dwa lata później. Trzecia część serii, Lost in Blue 3, ukazała się 20 grudnia 2007 roku w Japonii.